# Dominic Kirui
Dominic Kirui (12 aprile 1967) è un ex mezzofondista keniota.

## Biografia
Tra il 1992 ed il 1995 ha partecipato a quattro edizioni consecutive dei Mondiali di corsa campestre, vincendo altrettante medaglie d'oro a squadre. A livello individuale ha invece vinto la medaglia d'argento nel 1993, mentre nel 1992 e nel 1994 si è piazzato rispettivamente in settima e dodicesima posizione. Nel 1995 ha invece terminato la gara in centoquarantaduesima posizione.
Nel 1992 ha partecipato ai Giochi olimpici di Barcellona, piazzandosi in quattordicesima posizione nella finale dei 5000 m piani con un tempo di 13'45"16.
Nel 1997 ha partecipato ai Mondiali di Atene, concludendo la gara dei 10000 m piani in dodicesima posizione con un tempo di 28'28"13.

## Palmarès
| Anno | Manifestazione    | Sede       | Evento         | Risultato | Prestazione | Note |
| ---- | ----------------- | ---------- | -------------- | --------- | ----------- | ---- |
| 1992 | Mondiali di cross | Boston     | Corsa seniores | 7º        | 37'26"      |      |
| 1992 | Mondiali di cross | Boston     | A squadre      | Oro       | 46 p.       |      |
| 1992 | Giochi olimpici   | Barcellona | 5000 m piani   | 14º       | 13'45"16    |      |
| 1993 | Mondiali di cross | Amorebieta | Corsa seniores | Argento   | 32'56"      |      |
| 1993 | Mondiali di cross | Amorebieta | A squadre      | Oro       | 25 p.       |      |
| 1994 | Mondiali di cross | Budapest   | Corsa seniores | 12º       | 35'26"      |      |
| 1994 | Mondiali di cross | Budapest   | A squadre      | Oro       | 34 p.       |      |
| 1995 | Mondiali di cross | Durham     | Corsa seniores | 142º      | 37'34"      |      |
| 1995 | Mondiali di cross | Durham     | A squadre      | Oro       | 62 p.       |      |
| 1997 | Mondiali          | Atene      | 10000 m piani  | 12º       | 28'28"13    |      |

## Campionati nazionali
1992
- Bronzo ai campionati nazionali kenioti, 5000 m piani - 13'38"2
- 9º ai campionati nazionali kenioti di corsa campestre

1993
- Argento ai campionati nazionali kenioti di corsa campestre

1994
- 8º ai campionati nazionali kenioti di corsa campestre

## Altre competizioni internazionali
1991
- 4º alla St Patrick's Road Race ( Copenaghen) - 28'36"
- Bronzo alla Crosscup Mol ( Mol) - 28'36"

1992
- Oro alla Crescent City Classic ( New Orleans) - 27'46"
- Argento al Nairobi International Crosscountry ( Nairobi) - 29'21"
- 6º alla Crosscup Mol ( Mol) - 28'16"
- Argento al Crosscountry Internacional de Sao Paulo ( San Paolo) - 26'55"

1993
- 20º alla Corrida Internacional de São Silvestre ( San Paolo), 15 km - 45'23"
- Argento alla Asbury Park Classic ( Asbury Park) - 28'25"
- Argento al Nairobi International Crosscountry ( Nairobi) - 30'21"
- 10º al Cross Internacional de la Constitucion ( Alcobendas) - 29'11"
- Argento al Cross delle Pradelle ( Lozzo di Cadore) - 30'59"

1994
- 4º alla Crescent City Classic ( New Orleans) - 28'23"
- Oro alla Bamburgh Castle Challenge ( Bamburgh), 4 miglia - 18'37"
- Bronzo alla Warkworth Castle Challenge ( Warkworth) - 19'02"

1995
- Argento all'Humaraton ( Vitry-sur-Seine) - 1h01'11"
- 12º al Nairobi International Crosscountry ( Nairobi) - 36'34"

1999
- Argento alla Tulsa Run ( Tulsa), 15 km - 43'43"
- Oro alla KRUF Cardiff ( Cardiff) - 29'11"
- 9º alla Ro-Jack's Run ( Attleboro), 5 miglia - 23'06"

2000
- 4º alla Cherry Blossom Ten Miles ( Washington) - 46'21"
- Bronzo alla Tulsa Run ( Tulsa), 15 km - 43'50"
- 20º alla Utica Boilermaker ( Utica), 15 km - 45'31"
- Oro all'Azalea Trail Run ( Mobile) - 27'49"
- 5º alla Crescent City Classic ( New Orleans) - 28'28"
- 20º alla Peachtree Road Race ( Atlanta) - 29'40"
- Argento alla Boulder 10 km ( Boulder) - 29'52"
- 7º alla Ro-Jack's Run ( Attleboro), 5 miglia - 23'04"
- Bronzo alla Shamrock Sportsfest ( Virginia Beach), 8 km - 22'33"
- Argento alla Arthur Andersen Bastille Day ( Chicago), 5 km - 14'24"
- 10º al Nairobi International Crosscountry ( Nairobi) - 36'57"
- 4º al Cross Internacional Memorial Juan Muguerza ( Elgoibar) - 31'52"

2001
- 5º alla Boulder 10 km ( Boulder) - 29'38"

2003
- Bronzo alla Mezza maratona di Coban ( Cobán) - 1h04'57"
- 9º alla Boulder 10 km ( Boulder) - 30'06"